# Angarsk
Angarsk (en russe : Ангарск) est une ville industrielle de l'oblast d'Irkoutsk, en  Russie, et le centre administratif du raïon d'Angarsk. Sa population s'élevait à 222 855 habitants en 2021.

## Géographie
Angarsk se trouve dans le sud de la Sibérie, à 5 113 km à l'est de Moscou et à 40 km au nord d'Irkoutsk. Elle est située au confluent de l'Angara et de la Kitoï, 60 km au nord du lac Baïkal. 

## Histoire
La construction d'Angarsk débuta en 1946. La ville fut officiellement fondée en 1951, autour d'un combinat industriel. Elle connut un rapide développement ; l'essentiel de son activité économique provient toujours du complexe pétrochimique et de la chimie de l'uranium. Angarsk est reliée au reste de la Russie par le chemin de fer Transsibérien.

## Population
Recensements ou estimations de la population
| 1959*   | 1970*   | 1979*   | 1989*   | 2002*   |
| ------- | ------- | ------- | ------- | ------- |
| 134 390 | 203 310 | 238 802 | 265 835 | 247 118 |

| 2010*   | 2012    | 2013    | 2014    | 2015    |
| ------- | ------- | ------- | ------- | ------- |
| 233 567 | 232 535 | 231 340 | 229 592 | 227 507 |

| 2016    | 2017    | 2018    | 2019    | 2020    |
| ------- | ------- | ------- | ------- | ------- |
| 226 776 | 226 374 | 225 772 | 225 489 | 224 630 |

| 2021    | - | - | - | - |
| ------- | - | - | - | - |
| 222 855 | - | - | - | - |

## Économie
L'industrie chimique est le principal secteur industriel d'Angarsk et compte plusieurs grandes entreprises : 
- OAO Angarski zavod bytovoï khimii (ОАО "Ангарский завод бытовой химии") : détergents synthétiques, produits de nettoyage industriels, engrais minéraux, peinture, matières plastiques.
- OAO Angarskaïa neftekhimitcheskaïa kompania (ОАО "Ангарская нефтехимическая компания") : essence, diesel, engrais, polyéthylène, polypropylène, ammoniaque, acide sulfurique.
- Cité atomique d'Angarsk : complexe nucléaire de raffinage, de conversion, d'enrichissement et de retraitement de l'uranium[2].

L'industrie légère est représentée par des usines de confection et de produits alimentaires.

## Transports
La gare ferroviaire d'Angarsk sur le Transsibérien se trouve à 5 145 km de Moscou et à 4 143 km de Vladivostok.

## Religion
La ville est en grande majorité orthodoxe, mais il existe également une petite paroisse catholique consacrée à saint Joseph.